# بيتر اولوفسون
بيتر اولوفسون (بالسويدية: Peter Olofsson)‏ (15 يونيو 1957 في السويد - ) هو لاعب كرة يد السويد. شارك في الألعاب الأولمبية الصيفية 1984.

## وصلات خارجية
- بيتر اولوفسون على موقع أوليمبيديا (الإنجليزية)
- بيتر اولوفسون على موقع اللجنة الأولمبية السويدية (السويدية)